# زمهرير (مرند)
زمهرير هي قرية في مقاطعة مرند، إيران. يقدر عدد سكانها بـ 107 نسمة بحسب إحصاء 2016.